# Bohové (buddhismus)
Bohové (v sanskrtu déva, dévové) jsou v buddhistické kosmologii jedním ze šesti stavů existence, ve kterých se lze znovuzrodit, a to tím s nejblaženějším stupněm vědomí. Blaženější je již pouze nirvána.
Do těchto stavů se rodí podle buddhistů lidé, kteří měli v životě značné zásluhy – např. darovali velkou část majetku na charitativní účely, nebo se věnovali pomoci druhým – avšak nedosáhli k vymýcení svých žádostí pěstováním především sexuální askeze nebo žili upnutí na jiné světské radovánky. Tyto bytosti jsou až na nejvyšší skupinu bohů sídlících v arúpadhátu, kde se jedná pouze o určitý bezmyšlenkovitý, velmi příjemný stav vědomí, podobné lidem – mají svá těla, pohybují se a bohové z oblasti dévalóky rovněž uspokojují svoje potřeby – např. sexuální a potrava. Rozdíl mezi lidmi a dévy spočívá v tom, že dévové mají těla tvořená pouze éterem, tedy jakousi subtilní světelnou formou. I jejich intelekt tedy postrádá svůj materiální základ, a proto se potuluje podobně jako ve snu rovněž pouze podle svých aktuálních zálib, proto se v tomto stavu vědomí nedá příliš hromadit dobrá karma vedoucí ke konečnému spočinutí v nirváně, ačkoliv od božských světů Vehapphala výše včetně se může jednat o stav anágamin, tedy bytost, která se po skončení takového života reinkarnuje přímo do nirvány, a proto může být stav déva také posledním znovuzrozením bytosti před jejím konečným vyvanutím. Skutečně se jedná i o bohy viditelné na obloze a také o Boha – Hospodina, podle buddhistů „Mahábrahmu“ – ale také o ještě vyšší stavy bohů, resp. vědomí. Stav zvaný dévové se vnitřně dělí podle stupňů vědomí, resp. jejich kontemplace (neboli džhána) do těchto tří sestupných kategorií:
- arúpadhátu (neboli arúpalóka) – bohové bez tvarů
- rúpadhátu (neboli rúpalóka) – bohové s tvary
- dévalóka – bohové v oblastech pokušení (v kámadhátu neboli kámalóce)

Přičemž platí, že každý, z níže popsaných božských světů odpovídá určitému nahromadění karmy, určitému stupni vědomí. Všechny božské světy jsou uspořádány do jednotlivých vrstev nad sebou a dále platí z hlediska časové kosmologie, že celý jejich daný svět vzniká či zaniká s první či poslední zde narozenou bytostí.
Také lze říci, že bohové v oblastech pokušení se více odlišují od bohů bez tvarů, než se odlišují od lidí. Obecně lze bohy z kámadhátu – oblastí žádostí – popsat spíše jako velice dlouho žijící vznášející se bytosti podobné lidem co do jejich projevů s určitým stupněm blaženosti, zatímco u arúpadhátu se jedná pouze je určitý blažený stav vědomí, který je víceméně zcela bez formy.
Co se týče interakcí dévů a lidí, tak např. bohy z oblasti kámadhátu je možné vídat na obloze položené na některých mracích a bůh zvaný Mahábrahma v podstatě odpovídá Pánu Hospodinu z křesťanského úhlu pohledu, nebo Krišnovi z hinduistického úhlu pohledu, má tedy silný vliv na utváření náhod v životě člověka a dlí nad jeho osudem, je to jakýsi jeho vykonavatel (podle buddhistů je „vševidoucí, správce karmy apod.“). Bohové nad ním (není to zdaleka nejvyšší bůh, tedy nemá nejblaženější stav mysli a také umírá a to se zánikem celého vesmíru ohněm na konci jedné mahakalpy) již do životů lidí nezasahují. Stejně tak nižší bohové mají na jejich život pramalý vliv.
Obecně ke všem bohům: Tibetská kniha mrtvých k tomuto stavu píše, máš-li se narodit v některém z nebí, uvidíš mnohaposchoďové paláce postavené z rozličných drahokamů, jsi-li připraven vstoupit, vstup tam. Tibetská kniha mrtvých totiž doporučuje, pokud se nepodaří bránu lůna uzavřít v bardu vznikání (18. až maximálně 49. den po smrti), pouze znovuzrození jako bůh nebo v jižní zemi Džambudvípa jako člověk.

## Arúpadhátu – bohové bez tvarů
Protože se jedná vždy o anágaminy – bytosti, které se znovu již nezrodí, nemůže zde pobývat pochopitelně žádný bódhisattva (budoucí buddha). Existují čtyři typy zdejších bohů, které korespondují se stupni vědomí (džhána):
- Névásaňňanasaňňajatanupaga – „dosažitelné v 8. džhána“ („sféra ani vnímání ani nevnímání“);[pozn. 1] bytosti zde však nejsou zcela bez vnímání; tuto oblast dosáhl Buddhův druhý původní učitel Udraka Rámaputra, který ji považoval za ekvivalent k vykoupení (dharmakája); bytosti zde stráví 84 000 mahakalp (1 mahakalpa trvá přibližně 2,8 x 1020 let, viz výpočet v části časová kosmologie), toto nebe se nachází 5 580 000 jodun (1 joduna = 16 mílí = 25 km) nad následujícím nebem.
- Akiňčaňňajatanupaga – „dosažitelné v 7. džhána“ („sféra nicoty“); bytosti zde si myslí, že neexistuje nic; je to jistá, velmi subtilní forma vnímání; tuto oblast dosáhl Buddhův první původní učitel Áráda Káláma, který ji považoval za ekvivalent k vykoupení; bytosti zde stráví 60 000 mahakalp; toto nebe se nachází 5 580 000 jodun nad následujícím nebem.
- Viňňaňčajatanupaga – „dosažitelné v 6. džhána“ („sféra neomezeného vědomí“); bytosti zde meditují nad tím, že jejich vědomí je neomezené; délka života je 40 000 mahakalp a nebe se nachází 5 580 000 jodun nad následujícím nebem.
- Akasanaňčajatanupaga – „dosažitelné v 5. džhána“ („sféra neomezeného prostoru“); bytosti zde meditují nad prostorem, jako nad nekonečným; délka života je 20 000 mahakalp a nebe se nachází 5 580 000 jodun nad nejvyšším nebem rúpadhátu.

## Rúpadhátu – bohové s tvary
Jedná se o první nebe (směrem od nejvyššího), kde mají bytosti svoje tělo a umístění v prostoru, i když jsou složeni z velmi subtilní substance, která je neviditelná pro bytosti z oblasti Kámadhátu. Pokud se chce Mahábrahma zjevit některému bohu v Kámadhátu, musí na sebe vzít hrubější formu.
Podle buddhistických tradic je 17 až 22 takovýchto nebí, nejčastěji je uváděno (i zde) 18, členěných dále do 5 svébytných kategorií. Obyvatelé těchto nebí neprožívají extrémní slast nebo bolest a netěší se ze stejných věcí, jako bytosti Kámadhátu. Jejich těla nejsou pohlavně rozlišená a bytosti neprožívají sexuální zážitky (jako bohové v Kámadhátu). Stejně jako bytosti z Arúpadhátu, mají mysli korespondující k jednotlivým džhána (zde již ke 4 nižším, resp. nejnižším).
Bytosti v bezprostředně nižším nebi žijí většinou o polovinu méně kratší dobu, mají poloviční velikost a jejich nebe dosahuje o polovinu menší vzdálenosti. Vyšší nebe jsou také rozsáhlejší co do šířky jejich světa. Výška jejich světa je vyjádřena v jodžánách, přičemž 1 jodžána je vysoká jako 4 000 na sebe postavených mužů, údajně přibližně 7,31 km.

### Suddhávása světy – „Čisté příbytky“
Tyto světy obývají pouze anágamini, kteří dosáhnou vykoupení bezprostředně po skončení jejich života v některém z těchto nebí, nebo se znovuzrodí v některém jiném nebi z této skupiny. Proto ani zde nemůže být žádný budoucí Buddha. Všichni jejich obyvatelé jsou považováni za ochránce buddhismu. Jejich světy také nejsou nikdy zničeny přírodními katastrofami na konci mahakalpy nebo konci několika mahakalp (viz dále).
- Akanitta – „nejvyšší“ („rovní, nemající žádného jako nejmladšího“); délka života 16 000 mahakalp; svět se nachází 167 772 160 jodžán nad zeměkoulí (přibližně vzdálenost Saturnu od Země); dosáhnout vykoupení v bardu prapodstaty (někdy během 14 dnů po bardu vznikání, které trvá přibližně 3,5 dne po smrti) a stát se tak sambogakájou znamená narodit se v tomto nebi (a po takovémto životě dosáhnout nirvány – dharmakáji).
- Sudasino – „nádherně zářící“ („čistě vidoucí“); jsou podobní a spřátelení s bytostmi z Akanitta; svět se nachází 83 886 080 jodžán nad zeměkoulí (přibližně vzdálenost Jupiteru od Země).
- Sudassa – „krásně vypadající“; zde se rodí 5 druhů anágaminů; svět se nachází 41 943 040 jodžán nad zeměkoulí.
- Atappa – „bez námahy“ („bez starostí“); svět se nachází 20 971 520 jodžán nad zeměkoulí (přibližně vzdálenost Slunce od Země).
- Aviha – „nerozlišitelný“ („nepadající“); je to svět, kam se nejčastěji rodí anágamini; někteří z nich se dále rodí postupně ve vyšších nebích, až dosáhnou nebe Akanitta, těmto se říká „ti, co plynou vzhůru“; délka jejich života je 1 000 mahakalp; svět se nachází 10 485 760 jodžán nad zeměkoulí (přibližně vzdálenost Marsu od Země).

### Brhatphala světy
Stav jejich mysli odpovídá 4. džhána a je charakterizován duševní vyrovnaností. Jednou za 64 mahakalp dojde k destrukci vesmíru větrem a toto jsou poslední světy, které jsou ušetřeny takovéto destrukce. Jsou to zároveň poslední světy, kde se rodí anágamini – proto např. Mahábrahma – Hospodin – se bude muset ještě minimálně jednou podle buddhistů znovuzrodit.
- Asaňňasatta – „bez postřehovací, zjišťovací a pociťovací schopnosti“ („bytosti bez vědomí“); tyto bytosti dosáhly vysoké džhána, podobně jako bohové Arúpadhátu a přejí-li si zůstat po určitou dobu bez vědomí, jsou toho schopni, avšak po určité době se vědomí opět objeví
- Brhatphala / Vehapphala – „jejichž zásluhy jsou ohromné“; někteří anágamini se sem narodí; délka života je 500 mahakalp; svět se nachází 5 242 880 jodžán nad zeměkoulí (přibližně vzdálenost Venuše od Země)
- Punjaprasava – Květoslav Minařík je ve své knize Tajemství Tibetu 1 neuvádí (stejně jako následující Anabhraka), protože podle wikipedie jsou zahrnuty pouze ve sarvástivádové tradici; název zní „následek zásluh“; svět se nachází 2 621 440 jodžán nad zeměkoulí
- Anabhraka – „bezmrační bozi“; svět se nachází 1 310 720 jodžán nad zeměkoulí

### Subhakinha světy
Mentální stav v těchto světech odpovídá 3. džhána a je popisován jako klidná radost či klidné blaho. Bytosti zde mají těla, která vyzařují nepřetržitě světlo. Při zničení vesmíru vodou jednou za 8 mahakalp jsou takovéhoto zničení ušetřeni, neboť voda nedosahuje dostatečné výšky, aby je zaplavila.
- Subhakinha – „utkáni z nezměrné záře“ („naprosté krásy“); žijí 64 mahakalp, což je interval, za který je zničen vesmír větrem, což se týká i tohoto světa; svět se nachází 655 360 jodžán nad zeměkoulí
- Appamanasubha –„jejichž zářící lesk je neomezen“ („neomezené krásy“); žijí 32 mahakalp; svět se nachází 327 680 jodžán nad zeměkoulí
- Parittasubha – „jejichž zářící lesk je omezen“ („omezené krásy“); žijí 16 mahakalp; svět se nachází 163 840 jodžán nad zeměkoulí

### Abhassara světy
Mentální stav těchto bytostí odpovídá 2. džhána a je charakterizován potěšením a radostí či blahem. Jejich těla vyzařují paprsky světla jako blesky. Mají navzájem stejná těla, ale různé schopnosti vnímání. Jsou to poslední světy, které nezničí oheň na konci každé mahakalpy (plameny nedosáhnou takové výšky). Po zničení celého vesmíru jsou první bytosti nacházející se v něm bytosti reinkarnované z tohoto světa – to je případ i Mahábrahmy (Hospodina, viz níže).
- Abhassara – „zářící“ („mající záři“); jejich život trvá 8 mahakalp, což je interval mezi zničením vesmíru vodou, což se týká i tohoto světa; svět se nachází 81 920 jodžán nad zeměkoulí
- Appanbbha – „jejichž záře je neohraničena“ („neomezeného světla“); žijí 4 mahakalpy; svět se nachází 40 960 jodžán nad zeměkoulí
- Parittabha – „jejichž záře je ohraničena“ („omezeného světla“); žijí 2 mahakalpy; svět se nachází 20 480 jodžán nad zeměkoulí

### Brahmalóka
Stav jejich mysli koresponduje s první džhána a je popisován jako pozorování a přemítání, jakož i potěšení a radost či blaho. Tyto světy jsou společně se všemi ostatními pod nimi zničeny při zániku vesmíru ohněm na konci každé mahakalpy.
- Mahábrahma - „Velký brahma“; tento bůh žije ve svém nebi sám, je označován za vševidoucího, všemocného, otce všeho, co je a má být, stanovitele pravidel, správce všeho, co je apod. Mahábrahma je podle buddhistů bytost, která spadla do tohoto svého světa z nebe Abhassara („zářící“, viz výše) skrze vyčerpání svých zásluh v tomto předešlém světě. Protože si však svůj pád nepamatuje a je v nebi sám a nevidí bytosti nad ním, má za to, že je první bytostí a stvořitelem vesmíru. Mahábrahma je podle buddhistů jeden a půl jodžány vysoký (přibližně 11 km) a jeho svět se nachází 10 240 jodžán nad zemí, tedy přibližně 75 000 km. Jeho život trvá podle tradice celou mahakalpu (od vzniku vesmíru do zániku vesmíru ohněm), ačkoli by měl být maximálně ¾ mahakalpy, neboť je potřeba ¼ mahakalpy (vivartakalpa, viz časová kosmologie niže) k zalidnění nižších světů.
- Brahma purohita – „velcí hodnostáři Brahmovi“(„Mahábrahmovi ministři“); tito rovněž pocházejí ze světa Abhassara, ale narodí se do tohoto světa poté, co v něm Mahábrahma stráví chvíli sám; věří, že je jejich tvůrce (a Mahábrahma rovněž věří, že je jejich tvůrce); jsou vysocí 1 jodžánu (7,31 km) a žijí ½ mahakalpy; svět se nachází 5 120 jodžán nad zeměkoulí
- Brahma parisadža – „nižší dvořané Brahmovi“ („Mahábrahmovi radní“); patří do doprovodu Mahábrahmy; jsou vysocí ½ jodžány a žijí 1/3 mahakalpy; svět se nachází 2 560 jodžán nad zeměkoulí

## Dévalóka – bohové v oblastech pokušení
Bytosti v těchto nebích se od sebe navzájem liší mírou štěstí, avšak platí pravidlo, že zde nenaleznete žádného anágamina, tudíž se všechny takové bytosti budou muset ještě minimálně jednou narodit jako lidé.

### „Nebesa“
Následující 4 světy jsou ohraničené plochy, každá 80 000 jodžán široká, které se vznášejí kolem hory Méru. Někdy jsou také nazývána nebesa, protože tento pojem nejvíce odpovídá západním představám právě o nebi na obloze.
- Paranimmittavasavattino - „vládnoucí nad tím, co ostatní stvořili“; vládce tohoto světa se nazývá Vásavartin a má delší život, větší sílu a krásu a zažívá větší štěstí; tyto bytosti žijí 9 260 000 000 let a jsou vysocí 1400 m; tento svět se nachází 1 280 jodžán (asi 9 000 km)nad zemí; zde sídlí také Mára, což je buddhistický bůh chtíče, který se stará o to, aby všechny bytosti Kámadhátu, tedy všech jemu nižších forem (ale i bohové ve stejném nebi, jako je on sám) až k pekelným světům podléhaly různým formám žádostí. Bojoval s ním Buddha v meditaci, než ho přemohl a dosáhl vykoupení.
- Nimmáranatinó – „radující se nad tím, co stvořili“; jejich pánem je Sunirmita; bytosti zde žijí po dobu 2 304 000 000 let, jsou vysocí 1 140 m a jejich svět se nachází 640 jodžán nad zemí
- Tušita – „spokojení bozi“; v tomto světě žijí budoucí Buddhové, než se narodí na zemi; předchozím bódhisattvou byl Svetaketu, který se narodil jako Siddhárta a stal se Buddhou Šákjamunim, současný bódhisattva je Nátha, který se narodí jako Adžita a bude znám jako Buddha Maitreja; vládcem tohoto nebe je Santušita; bytosti jsou velké 910 m, žijí 576 000 000 let a svět se nachází 320 jodžán (asi 2 500 km) nad zemí;
- Dévajama – „bohové smrti“ („nebe bez bojů“); jedná se o poslední nebe, které je ušetřeno nepokojů se zemskými světy (zřejmě myšleno bojů s polobohy, což se týká zejména nebe 4 Velkých králů – nejnižší z nebí); tito bohové žijí ve vzduchu, svobodní od všech starostí; jejich vládce je Sujáma; jsou velcí 690 m a žijí 144 000 000 let; svět se nachází 160 jodžán nad zemí.

### Světy poblíž hory Méru
Tyto dva světy leží poblíž hory Méru, buď na jejím vrcholu, nebo na jejích stráních. K těmto světům poblíž Méru patří rovněž polobohové (asurové – viz dále), kteří bojují s těmito bohy neúspěšně o jejich panství.
- Déva tavatimsa – „nebe Třiceti tří (bohů)“; tyto bytosti žijí v zahradách a palácích; jejich vládce je Indra; jsou vysocí 460 m a žijí 36 000 000 let; svět se nachází 80 jodžán nad zemí
- Déva čaumharadžika – „nebe čtyř Velkých králů“; žijí na stráních Méru, ačkoli někteří se vznáší vzduchem; jejich vládci jsou 4 Velcí králové Virúdhaka, Dhrtarástra, Virúpáksa a Vaisravana; jsou vysocí 230 m a žijí 9 000 000 let